# Sorot'
Il Sorot' (in russo Сороть?) è un fiume della Russia europea nord-occidentale, affluente di destra della Velikaja. Scorre nei rajon Novorževskij, Puškinogorskij e Bežanickij dell'oblast' di Pskov. Appartiene al bacino del Mar Baltico.
Il fiume scorre dal lago Michalkinskoe, nella parte settentrionale delle alture di Bežanicy (Бежаницкая возвышенность). Il corso del fiume è prevalentemente diretto a ovest. Nel medio corso riceve da sinistra il suo maggior affluente, la L'sta (lungo 80 km). Sfocia nella Velikaja a 161 km dalla foce. Il Sorot' ha una lunghezza di 80 km; l'area del suo bacino è di 3 910 km².

## Letteratura
- Il poeta Nikolaj M. Jazykov, nel 1826, parla del fiume Sorot' nel suo poema «Trigorskoe».
- Aleksandr S. Puškin ha descritto il Sorot' nel romanzo «Eugenio Onegin» (ultima strofa de «I viaggi di Onegin»).
- Il fiume Sorot' compare anche nel racconto di Sergej D. Dovlatov «Il Parco di Puškin» (Заповедник, 1983).